# Chrysoteuchia picturatellus
Chrysoteuchia picturatellus là một loài bướm đêm trong họ Crambidae.